# 超人力霸王Trigger與超人力霸王Decker角色列表
此條目中為圓谷製作之特攝劇《超人力霸王特利卡》及其續作《超人力霸王德卡》共同世界觀等相關作品中出現的所有角色。
| 演员          | 角色       | 角色                   | 以年代史發展之登场季数 | 以年代史發展之登场季数 | 以年代史發展之登场季数 | 以年代史發展之登场季数 | 以年代史發展之登场季数 | 以年代史發展之登场季数 | 以年代史發展之登场季数 |
| 譯名          | 譯名       | 日語                   | 特務3課                | 特利卡                 | Episode Z              | 編年史D                | 德卡                   | 交流記                 | 旅途的彼方             |
| ------------- | ---------- | ---------------------- | ---------------------- | ---------------------- | ---------------------- | ---------------------- | ---------------------- | ---------------------- | ---------------------- |
| 寺坂賴我      | 真中劍吾   | マナカ・ケンゴ         | Does not appear        | 主演                   | 主演                   | 客串                   | 常設                   | Does not appear        | 提及                   |
| 豐田留妃      | 靜間結名   | シズマ・ユナ           | Does not appear        | 主演                   | 主演                   | Does not appear        | 客演                   | Does not appear        | Does not appear        |
| 金子隼也      | 聖彰人     | ヒジリ・アキト         | 提及                   | 主演                   | 主演                   | Does not appear        | 客演                   | Does not appear        | Does not appear        |
| 春川芽生      | 七瀨日葵   | ナナセ・ヒマリ         | 提及                   | 主演                   | 主演                   | Does not appear        | 影像畫面               | 提及                   | Does not appear        |
| 水野直        | 佐久間鐵心 | サクマ・テッシン       | 提及                   | 主演                   | 主演                   | Does not appear        | 影像畫面               | Does not appear        | Does not appear        |
| 高木勝也      | 辰巳誠也   | タツミ・セイヤ         | 提及                   | 主演                   | 主演                   | 提及                   | 客演                   | Does not appear        | Does not appear        |
| M.A.O（聲演） | 瑪露露     | マルゥル               | 主演                   | 主演                   | 主演                   | 主演                   | 常設                   | 主演                   | Does not appear        |
| 細貝圭        | 伊格尼斯   | イグニス               | Does not appear        | 主演                   | 主演                   | Does not appear        | 影像畫面               | Does not appear        | Does not appear        |
| 松本大輝      | 明日見奏大 | アスミ・カナタ         | Does not appear        | Does not appear        | Does not appear        | Does not appear        | 主演                   | 主演                   | 主演                   |
| 村山優香      | 桐野一花   | キリノ・イチカ         | Does not appear        | Does not appear        | Does not appear        | Does not appear        | 主演                   | 主演                   | 主演                   |
| 大地伸永      | 龍門創守   | リュウモン・ソウマ     | Does not appear        | Does not appear        | Does not appear        | Does not appear        | 主演                   | 主演                   | 主演                   |
| 小柳友        | 朝影雄一郎 | アサカゲ・ユウイチロウ | Does not appear        | Does not appear        | Does not appear        | Does not appear        | 主演                   | 提及                   | Does not appear        |
| 宮澤佐江      | 海岬五和   | カイザキ サワ          | Does not appear        | Does not appear        | Does not appear        | Does not appear        | 主演                   | 主演                   | 主演                   |
| 黃川田雅哉    | 昴星帝司   | ムラホシ・タイジ       | Does not appear        | Does not appear        | Does not appear        | Does not appear        | 主演                   | 主演                   | 主演                   |

## 設定
世界觀時間軸
兩部劇集的設定參考《超人力霸王迪卡》及《超人力霸王帝納》的「Neo Frontier Space」世界觀，是圓谷製作基於改編「平成三部曲」為範本獨立製作的一系列作品所構成的一個架空世界和共同世界，發生有宇宙人、怪獸和光之巨人所活躍，人類以現代科學精英組成的調查組織「地球和平同盟組織（TPU）」持續調查資源的宇宙「Neo Frontier Spirit Space」。在3000萬年前，地球曾有著超古代人所率領的文明，「光之巨人」開始打倒怪獸的經歷也由此時開始。
《超人力霸王Trigger》的時間軸設定為當代，而《超人力霸王特利卡：特別篇Z》則發生於2年後；而續作《超人力霸王Decker》則設定在《超人力霸王特利卡：特別篇Z》的8年後，其中第一話與第二話的時間間距則隔了一年。

### 背景設定
故事時序
| 三千萬年前超古代文明             |  |
|                                  |  |
| 靜間光國穿越時空（30年前）       |  |
|                                  |  |
| 真中劍悟於火星出生（21年前）     |  |
|                                  |  |
| 明日見奏大出生（10年前）         |  |
|                                  |  |
| 帝斯多拉戈災害、TPU成立（6年前） |  |
|                                  |  |
| GUTS-SELECT成立（1個月前）       |  |
|                                  |  |
| 特利卡TV（當代）                 |  |
|                                  |  |
| Episode Z（2年後）               |  |
|                                  |  |
| 索菲亞襲擊事件（9年後）          |  |
|                                  |  |
| 德卡TV（10年後）                 |  |
|                                  |  |
| 德卡：劇場版（11年後）           |  |
|                                  |  |

- 靜間財團 （シズマ財団，Sizuma Foundation）

世界級綜合企業靜間社（シズマ社）所創辦的財團法人。
其創立者靜間光國在《特利卡》本傳30年前穿越時空到世界觀後，為了盡社會責任，運用過去在TPC學到的經驗與知識而設立靜間社。
後並全力在宇宙範圍內進行超古代遺跡調查和宇宙資源的開發而成立，並設有火星殖民地。
在《德卡》中，此時的人類仍持續調查宇宙資源的開發，並在火星上設立了第二殖民地，因此將對抗怪獸災難的武力規模持續縮小。
- 火星超古代遺跡

由靜間財團火星開拓局的真中莉奈，在正劇20年前於火星發現的3000萬年前超古代遺跡，結構形似倒金字塔，也是她20年前發現劍吾的地方。
《特利卡》第1話中，火星開拓局在此發現圓環之臂的石像，劍悟則在最底層發現光之巨人的石像，根據靜間光國表示，地球各州也存有類似的遺跡。
《特利卡》第12話得知是3000萬年前特利卡在尤紗蕾利用永恆之核的力量幫助下將闇之三巨人石化並從地球放逐到宇宙時，特利卡因力量耗盡而與圓環之臂一同石化墜落到火星上形成。
- 永恆之核 （エタニティコア，Eternity Core）

擁有與宇宙大爆發相匹敵的神秘高能體，得到它的人則能夠擁有重塑宇宙的強大力量，也是闇之三巨人爭奪的目標之一。
該能力封印在超古代文明的遺跡裡，在第10話中交代於當代世界所活躍的怪獸，是受到永恆之核的激活刺激下而復活。
《特利卡》最終話，由於能量受到梅加隆佐亞的影響而失控，使得劍吾必須和眾人告別以抑制永恆之核，在劇場版《Episode Z》中，在劍吾的抑制下，永恆之核於兩年後回歸平靜。
在《德卡》中，8年後，永恆之核的能量曾被最強索菲亞之獸吸收到體內，進一步強大化。
- 利修里亞星 （リシュリア星，Planet Lishuria）

伊格尼斯居住的星球，在100年前遭到希特拉姆摧毀。
- 空舟市 （ソラフネシティ，Sorafune City）

《特利卡》第2話劍悟和光國從火星降落地球的城市，靜間財團的所在地。第7話中，特空機3號金古喬墜落至該城市的空舟體育場。
《德卡》第1話奏大生活的城市，也是奏大的祖父大志郎經營的名物店「明日見屋」的所在地，因此時的人類持續調查宇宙資源的開發而增設了火箭升降用的空港，但在索菲亞的襲擊後空港便已停止運作。
索菲亞襲擊事件
《德卡》第1話所發生的大規模災難事件，來自宇宙的浮遊物體「索菲亞」襲擊地球和火星，其中索菲亞之王則擬化成防護罩包覆了地球，阻斷了人類與外界的交流。該襲擊事件也影響了殘留在地球的宇宙人。其幕後策劃者則是自未來穿越回當代的阿加姆斯，為了報復地球而將索菲亞一同帶到現代實行的殲滅計畫。
在此後的一年，儘管地球並未有受到索菲亞的襲擊，但為應對索菲亞的威脅，TPU訓練校停止了宇宙開發課的課程，所有學員加入怪獸對策課接受戰鬥訓練，從中培育出三名新生成員，並重組了以「索菲亞對策」為任務的防衛隊GUTS-SELECT。
火星殖民地的襲擊狀況則受到嚴重破壞，由初代GUTS-SELECT為中心的團隊則長時間進行對抗索菲亞的拉鋸戰。而所有在宇宙中的地球人都被集中到火星殖民地避難。

## 主角
真中劍吾
飾演者：寺坂賴我（祭nine.）
配音：張立昂（台灣）、李兰陵（中国大陆）、譚禹晋（香港）
超人力霸王特利卡的人間體，21歲。一位在火星殖民地長大，為人溫文爾雅，友善擁有正氣之心的青年，口頭禪為「Smile！Smile！」。
起初在剛開拓的植物研究中心任職，以植物學家的身份照顧自己成功培植的火星植物「拉萊耶」與母親過著平靜的生活。
在第1話中，當他飽受著尤紗蕾和光之巨人的夢境影響下，前往超古代遺跡尋找能培育植物的土壤，卻意外發現自身擁有發出光芒及保護自身的能力，當周遭的人們遭受怪獸攻擊時，向光國表明「想保護人們的笑容」的決心後獲得光國給予的武器，到達遺跡最下層的光之巨人石像，在光的融合下獲得特利卡的變身能力，展開與怪獸戰鬥的揭幕。
後在光國的邀請下，抱著對自身的困惑前往地球加入了GUTS-SELECT，同時在告誡下隱藏自己是特利卡人間體的身分。
在第10話間接得知特利卡曾是闇之巨人的一員，並在第11話與卡爾蜜拉戰鬥時被產生的時空裂隙吞噬，來到了三千萬年前的過去，因而與尤紗蕾和黑暗特利卡相遇。為了阻止闇之一族的陰謀，在藉由古代閃光棒變身、與亞空間挑戰黑暗特利卡後，意識到自己實際是經過了3000萬年復活的特利卡「光」的化身誕生（轉生）的生命。
最終話與邪神梅加隆佐亞決戰過後，接受內心中所有的黑暗，但由於永恆核心內部失控，需抑制核心的力量而與眾人告別。
《Episode Z》
本傳兩年後，由於抑制著永恆之核將被能量吞噬後，在時岡的計謀被尤奈從永恆核心內部喚醒，時年23歲，儘管成功回歸隊伍，但同時失去自己所有的勝利超越之鑰。
在得知時岡的真實身份後，藉由再次獲得的能量變身成特利卡，和遙輝及伊格尼斯三人對戰邪惡特利卡並將其擊敗，在結局回歸後，繼續以特利卡的身份保護世界的和平。
《德卡》
於《德卡》第7-8、19、23-25話登場，時年31歲。現位於火星殖民地活動。
在《Episode Z》後八年，由於索菲亞的攻擊而再度變身成特利卡，以保護火星免受索菲亞的侵害。當從另一位尤莎蕾獲得次元卡及超級二重劍後，腦中出現了不祥預感的他，在彰人的幫助下將雙重劍收入超級雙重鑰匙，並利用次元卡重返地球，與同樣身為光之巨人的奏大結識。並支援新生GUTS-SELECT的後輩協助戰鬥。
當得知卡露蜜拉從索菲亞復甦的梅加隆佐亞復活後，曾將卡露蜜拉的逝去歸為心結的他在此次下定決心救出對方，並在德卡的協助下成功將對方救出。後將超級二重劍交付給奏大、和尤奈告別後，再度啟程回到火星，與卡露蜜拉離開了地球。
此後，他曾於因阻止月球基地的索菲亞而再次登場，並協助曾被異次元捲入宇宙的奏大回到地球。在最終決戰前，他在外太空發現索菲亞之王索菲亞祖魯斯並因不敵而墜入到地球，其身份也被新生GUTS-SELECT的成員們所得知。
《德卡最終章》
雖然劍悟本人並沒有出現在劇中，但奏大說在半年前作為宇宙探索隊的一員前往宇宙的另一端。據新聞報導，劍悟所搭乘的第一批太空探索隊已經穿過太陽系，已經推進到冥王星海域，並正在向更遠的地方進發。由於路途遙遠，他並沒有參加在地球上爆發與吉貝魯斯教授的戰鬥。
明日見奏大
飾演者：松本大輝
配音：喬資淯（台灣）、姜波（中国大陆）、 潘昀雋（香港）
 超人帝卡 的人間體。20歲。開朗有點天然，實情懂得照顧別人，溫柔專一的青年。以宇宙仙貝為名產的名物店「明日見店」的長男，其雙親現正於火星殖民地旅行。
最初在祖父所經營的仙貝店工作，與常客和鄰居都很友好，過著和平的日常生活，但當索菲亞來襲後，意外在對抗敵人中獲得Decker的光芒。展開怪獸戰鬥的揭幕。
在Decker的光芒消失後，儘管對成為超人力霸王感到困惑，但也積極地接受了這個事實，隨後前往TPU訓練校進行入隊選拔訓練，在為期一年的訓練課程期間，儘管其訓練成績為墊底，但頓悟到這一年並非達成什麼使命而努力，而獲重新獲得力量時放下歧見協助民眾，最後與唯千夏和創守通過考核，提拔為新生GUTS-SELECT的正式隊員，同時被指派為GUTS獵隼的飛行員。
在廣播劇的設定中，小時曾經歷行星破壞神撒旦迪洛斯的襲擊事件，並意外受到特利卡所救，由於特利卡毫不放棄對抗撒旦迪洛斯的決心給他深刻的印象，也是令他絕不放棄希望的動機。
在第14話中，在朝影（阿加姆斯）的說明下從而得知該者意圖使用索菲亞摧毀地球的計畫，並在自己的後代德卡・明日見的引導下從而得知「德卡力量的來源」，在德卡回到未來後，開始思考著阿加姆斯仇恨著人類的動機，以及拯救對方的方法。然而，隨著受到索菲亞攻擊的影響，他的身體也受到進一步索菲亞的寄生。
在系列的最後，他借助新生GUTS-SELECT以及劍吾的力量，使用了永恆之核的力量成功變身了德卡，並在「無法避免悲劇的未來那就從悲劇身上誇越過去，向未來前進」的理念戰勝了母體索菲亞，在向劍悟表示即使未有找到戰鬥的答案，也依然會持續朝向未來前進。並與德卡的力量告別。也因為在戰鬥的表現，他被隊長稱為「努力的天才」。
《德卡最終章》
一年後，他仍持續於新生GUTS-SELECT作戰，並在意外中與帝納斯結識，因而得知了吉貝爾斯教授企圖扭曲宇宙的計畫，與眾人集心合力協助帝納斯對抗外星人大軍。然而當他駕駛泰拉費札出擊時，卻因為保護帝納斯，捨身抵擋銀河皇獸的致命一擊而一度陷入死亡，但在眾人極力集氣的心願下，奏大最後奇蹟般活了過來，並在眾人手臂上的卡和帝納斯的卡融合後再次獲得德卡的力量，並憑藉決心與眾人擊敗了銀河皇獸與吉貝爾斯教授。
事後，他與唯千夏、帝納斯、羽次郎以及其他TPU技術人員成為第二批太空探索隊的艦長，一同駕駛納斯迪賽號的複製機，邁向宇宙的彼方持續探索。

## 防衛隊

### GUTS-SELECT
於《特利卡》登場的防衛隊，是地球和平同盟組織（TPU）因應黑暗勢力和對抗災厄威脅成立的學術團隊。在《德卡》因應怪獸災害的對策規模傾向縮小而解散。成員分別另闢蹊徑或前往火星殖民地發展。

#### 第一批
靜間結名 
飾演者：豐田留妃，童年：引地涼音
配音：傅其慧（台灣）、叶知秋（中国大陆）、顧詠雪（香港）
GUTS-SELECT隊員。17歲→18歲，靜間財團的總裁·靜間光國的女兒。
擁有開朗天真、信念堅定的性格，從小接受精英教育成長，即使目前仍為高中生，但卻擁有近乎全能的知識，因而在隊伍中擔當劍悟的教導負責人及搭擋。此外具有神秘的一面，例如與尤紗蕾相似的外貌，以及在無意識的情況講出光之巨人的名字，後證實為尤紗蕾的後裔，尤紗蕾則以思念體形式附身在自己體內，起初對於真實身份一事並不知情，一但無意識使用尤紗蕾的力量則會陷入睡眠狀態，隨著能力覺醒，她對自身的能力更加困惑，因此經常被闇之巨人視為頭號目標。第11話從彰人口中得知劍悟的真實身份。
儘管擁有保護人類命運的力量，然而本人曾因間接看到尤紗蕾犧牲的記憶感到懼怕，然而隨經歷一系列戰鬥獲得的信念，她因而決定徹底喚醒尤紗蕾的力量，拯救被闇之巨人逼到絕境的劍吾。
《Episode Z》
本傳結局兩年後依然於防衛隊服役，時年20歲，與過去相比尤紗蕾的記憶正逐漸淡去，心裡掛念著抑制著永恆之核的劍悟，當得知劍悟將被能量吞噬後，前往永恆之核將劍悟拯救出來。和劍吾及彰人一同行動後，藉由尤紗蕾的記憶從而得知時岡為「扎比爾」的真實身份，當目睹對方變身成邪惡特利卡後，決定接近永恆之核阻止對方，儘管為此犧牲尤紗蕾的能力，當依然成功給予特利卡閃耀的力量，成功阻止邪惡特利卡的暴亂。
在目睹扎比爾與超古代遺跡消失後，繼續以防衛隊隊員的身份保護世界的和平。
《德卡》
《德卡》第8話登場，時年28歲。目前於靜間財團擔任光國的秘書。
在八年後，她受父親派遣來到GUTS-SELECT提案消滅超古代植物齊傑蘭的對策，私下對於劍悟的歸來感到驚喜。當得知邪神梅加隆佐亞復活後，再度穿上GUTS-SELECT制服與新生團隊一肩作戰。並在救出卡露蜜拉的過程一度重拾尤紗蕾的力量協助劍悟等人。當梅加隆佐亞成功消滅後。向啟程前往火星的劍悟告別，並許諾能夠與眾人再度相見。
聖彰人 
飾演者：金子隼也，童年：徳山凛響
配音：賴緯（台灣）、斑马（中国大陆）、周良鴻（香港）
GUTS-SELECT研發員。18歲。因才能受到重視而進入財團工作的工程師，現實主義者，有著傲嬌的一面。
出身於科學家家庭，儘管擁有天才級的智商，然而其雙親但在6年前喪生於帝斯多拉戈的災難，後性格變得孤寂，後寄住靜間家與尤奈長大，在尤奈的鼓勵與約定下，一同發誓要為了守護未來的和平奮鬥。與尤奈就讀於同一所高中。同時對其抱有好感。不過與隊員們關係較為生疏。
他除了是戰機「獵隼」與多項武器開發的設計者外，他還在光國的託付下成功製作能變身光之巨人的變身器，及含有怪獸或巨人力量的超級鑰匙。起初並不喜歡剛加入隊伍的劍吾，甚至忌妒為何是他成為光之巨人而非自己，然而後在光國的要求下協助劍吾，逐漸被劍吾的信念打動，成為少數知道劍吾秘密的人之一，最終成為劍吾的摯友。
《Episode Z》
本傳結局兩年後，與昔日恩師時岡作為防衛隊成員作戰。20歲，和劍吾及尤奈得知了時岡為「扎比爾」的真實身份。此外在劇中尋找特利卡的力量時進入了鬼屋，顯露出懼怕鬼魂的一面。
在目睹扎比爾與超古代遺跡的消失後，繼續以防衛隊隊員的身份保護世界的和平。
《德卡》
於《德卡》第7話登場，時年28歲。現於火星殖民地活動。
當索菲亞襲擊火星後的一年間，與其他成員頑強對抗索菲亞的攻擊。當得知劍吾從尤莎蕾獲得了次元卡後，將實體索菲亞的力量注入到卡片，協助劍吾突破屏障前往地球。
 辰巳誠也 
飾演者：高木勝也
配音：吳文民（台灣）、涂小鸦（中国大陆）、陳冠宏（香港）
GUTS-SELECT隊長，39歲。
領導能力極為出色，兼具嚴格和溫柔的隊長。平時待在納斯迪賽號的司令室行動，一旦進行作戰，則以出色的觀察力和冷靜判斷情況的考察能力向下屬們提供準確的指示，平時並沒有過多表達自己的情緒，但偶爾也會有受到衝擊因而失意的一面，此外他也是為數不多知道光國真實身份的人士，在第9話向成員說明情況。在第4話中，當伊格尼斯闖入納斯迪賽號內部交手時，展現出其出色的格鬥能力。
在第14話因觀察劍悟的傷勢而懷疑劍悟實為特利卡身份。並在第24話得知真相。
《Episode Z》
本傳結局兩年後，因調往TPU情報局調查超古代組織一事辭去隊長一職，時年41歲。在時岡顯露真面目後，復歸GUTS-SELECT隊長身份帶領隊員對抗邪惡特利卡。
《德卡》
於《德卡》第7話登場，時年49歲。現位於火星殖民地活動，當索菲亞襲擊火星後一年間，與其他的成員頑強對抗索菲亞的攻擊。
佐久間鐵心  
飾演者：水野直
配音：孟慶府（台灣）、李铫（中国大陆）、陳力航（香港）
GUTS-SELECT駕駛員，40歲。是納斯迪賽號的駕駛員，從體育系出身的肌肉派、熱心腸的熱血男子。認為只靠鍛鍊便能解決一切問題，此外非常喜歡觀賞武術比賽。
能夠輕鬆自如的和剛加入的隊員們打交道，並以親近的方式對待劍悟，沒有上下級的壓迫感，有時會顯露出較為魯莽的一面。在第24話得知劍悟的真實身份。
《Episode Z》
本傳結局兩年後依然在防衛隊服役，42歲。
《德卡》
於《德卡》第7話首度提及，目前於火星殖民地活動，與其他的成員頑強對抗索菲亞的攻擊。
七瀨日葵 
飾演者：春川芽生 
配音：魏晶琦（台灣）、兰酒（中国大陆）、何凱怡（香港）
GUTS-SELECT操作員，26歲。戰機「獵隼」的遠程操作專家。
個性沉著冷靜的冰山美人，平日少言寡語，冷靜處理著各項任務，一旦進行作戰行動則會在納斯迪賽號的艦橋上對獵隼進行遠程操控。歸因能力優越的因素，曾有被特務3課的堀田在TPU擔任培訓講師的妻子推薦入伍的資歷。當坐上操控席戴上VR設備後則會性情大變，並露出與平日截然相反的熱血性格，稱呼獵隼為「獵鷹醬」，展現熟練的操作技術協助特利卡戰鬥。在第24話得知劍悟的真實身份。
《Episode Z》
本傳結局兩年後依然在防衛隊服役，28歲，在結局捕獲逃跑的賽雷普洛。
《德卡》
於《德卡》第7話首度提及，目前於火星殖民地活動，與其他的成員頑強對抗索菲亞的攻擊。
瑪露露（マルゥル）
配音：M.A.O（聲演）
魏晶琦（台灣）、刘知否（中国大陆）、（香港）
GUTS-SELECT通訊員，梅特隆星人。
在TPU成立後來到地球，後被辰巳發現在河床釣魚後加入了TPU。因此對辰巳保持恩情，在加入隊伍前則轄屬技術科特務3課，和堀田政道等人進行納斯迪賽號的開發計畫。
由於擁有豐富的怪獸知識，因此加入GUTS-SELECT擔當通訊員。和結名的關係相當要好。根據本人發言：「對於地球的侵略不是特別感興趣。」與可愛的外表反差的是說話較為毒舌及貪婪，同時作為隊伍的吉祥物。在第24話得知劍悟的真實身份。
《Episode Z》
本傳結局兩年後依然在防衛隊服役。
《編年史D》
在主線劇情及劇場版結束後的時間序列，由於周遭的怪獸災害減少，使得他成功租下一棟舊式住宅生活。在與德邦相處之後逐漸敞開心扉，原本因調職而前往火星。後因怪獸災害對策規模縮小留在地球。
《德卡》
特別篇率先登場，在八年依然在T.P.U任職。經歷索菲亞襲擊事件後，後再度被分配到特務三課與堀田時隔數年重逢，兩人一同進行「DG計畫001」開發計畫。此外和堀田聊起新生團隊和德卡時，不經意間透露了特利卡是劍吾給對方的事實。
在第13話，他因修復納斯迪賽號而正式登場於奏大等人面前，儘管對於新生隊員以瞧不起的目光看待，同時也敏略觀察出奏大即為德卡的身份，然而隨目睹隊員們對機組故障進行緊急應變處理感到動容，最後肯定了新生團體的能力。

#### 第二批
時岡龍一（トキオカ・リュウイチ）
飾演者：中村優一
配音： 孟慶府（台灣）、王语（中国大陆）、李家傑（香港）
《特利卡》劇場版登場，接替被調往TPU情報局的辰巳隊長，成為GUTS-SELECT的代理隊長，曾發現古代神光棒的考古學家皆彰人的恩師。過去在GUTS神光海帕槍等設備研發進行技術指導，被視為研究超古代文明的專家。可以說是光國的右臂，儘管是代理隊長，但非常受到成員們的信賴，且對隊員們進行準確的指示進行行動。
其真實身份是名為扎比爾（ザビル）的超古代人，曾是三千萬年前地球星警護團的的科學家，與尤紗蕾等人並肩作戰，也是超古代組織「萊勒（ライラー）」的真正領袖。
在闇之巨人入侵時，試圖利用光之力量製造神器，並產生人類該成為光的念頭，以扭曲的觀念渴望著「光」。當特利卡成功封印闇之巨人後，目睹尤紗蕾犧牲的他則因此制定竊取特利卡光芒的計劃，先將特利卡的事件刻印在石板，到了當代則走近光國並獲得信任，因此在電視劇中特利卡與闇之巨人戰鬥，以及闇之巨人遭到消滅的結局，很大程度上是他的戰術造成的。
在劇場版中與逃離的賽雷普洛合作進行獲取力量的陰謀計畫，被劍悟等人顯露本性後，他的言行從一直以來的紳士風度，變成執著於「變成光」的狂妄性格。在偷取遠古神光棒後進行儀式，吸收了其他萊勒成員的力量成功變成了「邪惡特利卡」，然而遭到特利卡打敗，其靈魂與超古代遺跡化為灰燼而消失。

### 新生 GUTS-SELECT
於《德卡》登場的索菲亞對策防衛隊，是《特利卡》結局幾年後，由於TPU將怪獸災害的對策規模傾向縮小，在對抗索菲亞的威脅後而再度重組的新生團隊。並不再延續以往的7人隊伍陣容，改由5人+1部AI機器人構成。
桐野唯千夏 （キリノ・イチカ） 
飾演者：村山優香
配音：李昀晴（台灣）、唐嶷（中国大陆）、石梓晴（香港）
新生GUTS-SELECT隊員。20歲，負責地上攻撃擔當，開朗樂觀，富有使命感和責任心的女子。
她的家人經營著一座寺廟，從小就開始練習空手道和柔道，也經常自駕游前往各地旅行。因此儘管個子不高，但是動作卻相當敏捷，心底非常希望地球能夠重獲和平，同時也十分重視同伴的友情。由於不喜歡過多動腦筋，被隊長稱呼為「直率般的天才」。由於過去曾飼養寵物的經驗，對於需要協助的有好怪獸也常產生關懷之情。
原先轄屬於TPU訓練校宇宙開發課，並將宇宙開拓視為自己的夢想，然而在索菲亞襲擊事件後加入了怪獸對策課進行為期一年的訓練課程，儘管其訓練成績為第5名，但在決意戰鬥的理由後協助民眾，最後與奏大與龍門通過選拔考核，提拔為新生GUTS-SELECT的正式隊員。隨著任務的進行，性格坦率的她經常因協助他人而獲得寶貴的經歷。
在面對索菲亞的最終決戰前，她得知了奏大的身份是德卡的身份，並在接下來的「OPERATION T/D/G」行動中擔任起GUTS獵隼的駕駛員以協助戰鬥。
《德卡最終章》
一年後，她仍持續於新生GUTS-SELECT作戰，並被指派TPU第二批太空探索隊的成員，當與，帝納斯結識後因而得知了吉貝爾斯教授企圖扭曲宇宙的計畫，與眾人集心合力協助帝納斯對抗外星人大軍。當奏大遭到銀河皇獸的襲擊而一度陷入死亡時，她與眾人極力集氣的心願下使奏大奇蹟般甦醒，並憑藉決心與德卡擊敗了銀河皇獸與吉貝爾斯教授。
事後，他與奏大、帝納斯、羽次郎以及其他TPU技術人員們一同駕駛納斯迪賽號的複製機，邁向宇宙的彼方持續探索。
龍門創守 （リュウモン・ソウマ） 
飾演者：大地伸永、童年：高杉侑希
配音：張立昂（台灣）、李翰林（中国大陆）、張振熙（香港）
新生GUTS-SELECT的隊員。20歲，具有冷靜，不怎麼表露感情的冷酷性格。此外也是隊伍的槍械專家，對各種槍械的使用都特別精通。
出身自富裕家庭，其母親是一位著名的音樂家，父親是一家全球IT公司的總裁，小時在遭遇灭亡大蛇之戰造成的怪獸災害時，曾一度被當時仍為TPU隊員的昴星所救，以此為契機產生憧憬開始鍛練，不顧父親的反對下入伍。由於虎視眈眈地把握周圍狀況的姿態，並力求完美達成任務。被隊長稱為「備受矚目的天才」。起初與奏大關係不佳，時常會有拌嘴和爭吵的情況，然而實際也默默注視著身邊的同伴，追求完美也是為了想如同幼時保護自己的人們一樣，努力拯救更多的民眾也隨著任務的進行，兩人的關係也改善。
原先轄屬於TPU訓練校宇宙開發課，後加入了怪獸對策課進行為期一年的訓練課程，其訓練成績為第1名，並對自身的要求相當高。最後與奏大與唯千夏通過選拔考核，提拔為新生GUTS-SELECT的正式隊員。並和奏大任命為GUTS獵隼的駕駛員。
在第17話中，他重新回想起來當年救助自己的人是昴星的經過。後在21話，他透過目睹從而得知奏大的身份是德卡的經過。在面對索菲亞的最終決戰前，他被昴星任命為代理隊長，並制定了「OPERATION T/D/G」行動，擔任起GUTS獵鷹的駕駛員協助戰鬥。
《德卡最終章》
一年後，他仍持續於新生GUTS-SELECT作戰，與帝納斯結識後因而得知了吉貝爾斯教授企圖扭曲宇宙的計畫，與眾人集心合力協助帝納斯對抗外星人大軍。當奏大遭到銀河皇獸的襲擊而一度陷入死亡時，他與眾人極力集氣的心願下使奏大奇蹟般甦醒，並憑藉決心與德卡擊敗了銀河皇獸與吉貝爾斯教授。
事後，他被任命為新生GUTS-SELECT的新任隊長，率領隊員們持續保護地球。
海岬五和 （カイザキ・サワ） 
飾演者：宮澤佐江
配音：魏晶琦（台灣）、乔菲菲（中国大陆）、（香港）
新生GUTS-SELECT的副隊長，29歲，負責擔任納斯迪賽號的駕駛員，性格相當擁有生物學博士學位，也是隊伍中怪獸般權威的存在。
在過去，由於居住的城鎮曾被怪獸襲擊造成不少死傷，使得年輕的她曾以「打倒怪獸」為目的加入了TPU怪獸研究室，然而在對怪獸有進一步的了解跟研究後不再像當初加入TPU時那樣抱持著怪獸是「惡」的存在。儘管認為沒有要和與怪獸共存偉大的理想，但依然希望能夠在力所能及的範圍內避免爭端，想找出一條能保護更多生命的道路。秉持需要新世代們的努力才能夠尋找真正的答案。
在索菲亞襲擊事件後被任命為新生GUTS-SELECT的副隊長，在其個性具有著不要放棄達成目標，要徹底完成現在能所及事的性格，在和隊員和善相處時，也會以嚴厲的態度指導隊員。並在任務開始時負責納斯迪賽號區域的輔助行動。
與昴星在防衛隊成立前就已結識，曾尊稱對方為「昴星老師」。此外登場未知的光之巨人出現後也帶有著疑問，並經常向昴星隊長提出敏略的問題。
在面對索菲亞的最終決戰前，她得知了奏大的身份是德卡的身份，並在接下來的「OPERATION T/D/G」行動中擔任起納斯迪賽號的駕駛員以協助戰鬥。
《德卡最終章》
一年後，她仍持續於新生GUTS-SELECT作戰，與帝納斯結識後，因而得知了吉貝爾斯教授企圖扭曲宇宙的計畫，與眾人集心合力協助帝納斯對抗外星人大軍。當奏大遭到銀河皇獸的襲擊而一度陷入死亡時，她與眾人極力集氣的心願下使奏大奇蹟般甦醒，並憑藉決心與德卡擊敗了銀河皇獸與吉貝爾斯教授。
事後，她升職進入TPU怪獸監測與反應中心擔任負責人。
昴星帝司 （ムラホシ・タイジ）
飾演者：黃川田雅哉
配音：宋克軍（台灣）、张原铭（中国大陆）、黃啟明（香港）
新生GUTS-SELECT的隊長，38歲，辰巳誠也的後輩。
過去曾是一位精英駕駛員，後曾轉至特殊部隊服役，曾參與《特利卡》第16話發生的灭亡大蛇之戰，當怪獸災害中斷後，他離開前線擔任TPU訓練校的校長教育年輕隊員。隨後因索菲亞的來襲而擔任新隊長的職務，並在前線指揮隊員們保護地球。為了保護地球無數「無論對誰來說都無比重要的東西」而努力。在索菲亞襲擊事件後被任命為新生GUTS-SELECT的隊長。
性格沉穩、開朗，具有無論何時都能保持笑容的強大內心，嚴肅時則會將眼鏡摘下，露出與平時截然不同的性格。當他碰上宇宙人時，在遇到麻煩時也會對表現出善意伸出援手。也對於自己的下屬們相當的信任。
在第17話中，內部調查局曾因他與朝影的關係曾將其進行一度革職，他在得知當年救助龍門的經過後，再度恢復了做為隊長的身份。在面對索菲亞的最終決戰前，他得知了奏大的身份是德卡的身份，並在接下來的「OPERATION T/D/G」行動中擔任起納斯迪賽號的駕駛員以協助戰鬥。
《德卡最終章》
一年後，他仍持續於新生GUTS-SELECT作戰，與帝納斯結識後，因而得知了吉貝爾斯教授企圖扭曲宇宙的計畫，與眾人集心合力協助帝納斯對抗外星人大軍。當奏大遭到銀河皇獸的襲擊而一度陷入死亡時，他與眾人極力集氣的心願下使奏大奇蹟般甦醒，並憑藉決心與德卡擊敗了銀河皇獸與吉貝爾斯教授。
事後，他回復作為TPU訓練校的校長身份。
 電腦友機HANE-2 羽次郎 （HANE-2）
聲演：土田大
配音：賴緯（台灣）、栾立胜（中国大陆）、樂家焜（香港）
新生GUTS-SELECT的合作夥伴，由TPU宇宙開發中心所研發的AI機器人。奏大等人為方便稱呼而為其命名「羽次郎」。是TPU在一年前因開發宇宙所製作的AI系統，然而當索菲亞入侵後，成為操控新型無人機的中樞系統，平時待納斯迪賽號的指揮室用語音和隊員們對話，當GUTS-SELECT出動時能夠操控勝利獵隼協助任務。
在第3話與哥摩拉的戰役中意外知曉奏大的身份，但在奏大的要求下同意保密，成為奏大最重要的合作夥伴。在第4話曾為了掩護變身後的奏大，偽裝成奏大的聲音與唯千夏等人溝通。
《德卡最終章》
一年後，他仍持續於新生GUTS-SELECT作戰，與帝納斯結識後，因而得知了吉貝爾斯教授企圖扭曲宇宙的計畫，與眾人集心合力協助帝納斯對抗外星人大軍。事後，他與奏大、唯千夏、帝納斯及其他TPU技術人員們一同駕駛納斯迪賽號的複製機，邁向宇宙的彼方持續探索。

## T.P.U及相關人士

### 靜間財團
靜間光國 （シズマ・ミツクニ） 
飾演者：宅麻伸
配音：吳文民（台灣）、李璐（中国大陆）、周倚天（香港）
靜間財團、及地球和平同盟組織TPU的創辦人，60歲。
尤奈的父親，過去創立屈指可數的複合企業靜間社，為了讓財產對社會產生貢獻而成立靜間財團，並在調查遺跡和開拓宇宙的過程得知人類即將面臨的威脅，因而與各國政府聯合成立TPU和GUTS-SELECT。第1話中因親眼目睹劍悟的力量，給予了他武器裝備，並認為劍悟擁有開拓未來的力量，最後邀請劍悟來到地球加入團隊，成為少數知道劍悟秘密的人之一，在第3話外出調查有關永恆之核的事。此外過去隱藏著巨大的秘密，例如早已知道光之巨人的存在、哥爾巴現身就猜測是由哥爾贊和美爾巴融合而成的怪獸等。
在第9话向尤奈揭露其過去為《迪迦奥特曼》世界觀「Neo Frontier space」的人類，TPC情報局的成员，知情光之巨人的他，於本傳30年前（30歲）時捲入時空裂縫的事故而穿越到本傳所在的世界线，便運用在TPC學到的經驗與知識成立靜間社，和火星調查員的百合香結識後生下了尤奈，並因而發現時岡留下的石板，成為和世界政府協調提案成立TPU的契機。
在本傳六年前，由於駕駛GUTS Wing 1號擊退帝斯多拉戈，後世界政府因為此事件認真看待警告，同意成立TPU，並收養了雙親身亡的彰人。在兩年前在遺跡挖到時岡刻意留下的古代神光棒，委託時岡及彰人逆向工程意圖用來復活特利卡後，完成了GUTS閃光棒。
在第19話與尤奈借助尤紗蕾的力量，成功召喚出「神祕之光」即超人力霸王迪卡，協助特利卡與基里艾洛人戰鬥。
《Episode Z》
本傳結局兩年後，帶領TPC情報局尋找萊勒組織的情報。時年62歲。
《德卡》
於《德卡》第8話由尤奈提及，將自行研發，能使超古代植物齊傑蘭枯萎的除草劑交給尤奈。
真中莉奈 （マナカ・レイナ）
飾演者： 橫山惠
配音：魏晶琦（台灣）、杨希（中国大陆）、程文意（香港）
《特利卡》第1、2和24話登場，靜間財團火星開拓局的職員，劍悟的母親，49歲。
在本劇21年前來到火星時意外發現了超古代遺跡。在第1話與光國一同檢查遺跡時遭遇怪獸的襲擊，對於突然出現的光之巨人，立刻察覺出其人間體是自己的兒子，最後同意兒子前往地球，並全力支持兒子所做的決定，同時也是少數知道劍悟秘密的人之一。
在第24話中從火星得知「邪神梅加隆佐亞」在地球復甦的消息，當意外與精神形式的劍悟見面時，則向其告知劍悟的身世之謎，為過去挖掘超古代遺跡時，意外發現作為特利卡意識而重生的人類嬰兒，並在抱起他的瞬間得知關於特利卡的一切，隨後將其命名為「劍悟」並獨自撫養長大。

### T.P.U技術部
朝影雄一郎（アサカゲ ユウイチロウ）
飾演者：小柳友
配音：賴緯（台灣）、王俊翔（中国大陆）、方榮基（香港）
於《德卡》首次登場，TPU技術部所屬科學家，31歲，主要為GUTS-SELECT開發新技術，例如用於戰鬥機甲設備。每當新設備完成，都會交付給GUTS-SELECT，並向成員解釋機制和原理。此外應對索菲亞入侵及德卡的出現，他向TPU允准「DG計畫001」的重啟，並擔任大型機械兵器「電腦魔人特拉菲扎」的設計及開發者。儘管是科學家，但捲入實戰時也能夠冷靜沉著的面對戰鬥，在參與實戰中也能準確地控制機甲，向飛行員發出指令。在第12話，朝影在計算羽次郎的戰鬥數據時，因解密加密資料從而在檔案意外得知奏大就是德卡的身份。
其真實身份是幾百年後穿越時空的巴孜特星人「阿加姆斯」（アガムス），在14話使用特拉菲扎卡裝載「Phase Riser」，奪取特拉菲扎的控制權，意圖「消滅德卡、新生GUTS-SELECT和毀滅地球」為目標，是本作故事中索菲亞襲擊事件的幕後策劃者。
在過去（百年後），其故鄉巴孜特星原是科技實力極佳的星球，並擁有妻子蕾利亞及愛犬等幸福的家庭，然而由於他樂意協助被索菲亞入侵的地球人，導致索菲亞將目標改為巴孜特星並發起攻擊，因而失去了至愛，母星也陷入將被滅亡的危急境地，由於認為「被索菲亞殲滅為宇宙的天意」，在至愛蕾利亞死亡後，他對於自己的無能為力，轉化為對於地球及超人力霸王的恨意，為了報復，他利用時空儀器將索菲亞前往過去的地球，然而，由於徹底將索菲亞的力量利用於其身和特拉菲扎身上，從而導致自己的意識被受侵蝕，甚至逐漸喪失自我記憶。
當索菲亞即將摧毀地球之前，他在奏大的情願以及說服下解開了心結。然而為了奏大與蕾利亞的遺志，他駕駛特拉菲扎抵擋了母體索菲亞的光線，因而犧牲而身亡。然而在索非亞的事件解決後，他與蕾利亞的靈魂一同現身於奏大面前，向對方表示敬意後，隨即消失。

### T.P.U特務3課
T.P.U的所屬部門，在《特利卡》的主要故事開始之前（GUTS-SELECT成立前）為了應對怪獸災害而設立的科學開發部門，也是瑪露露最初加入的部門。
該部門最初負責研製新型戰艦（後來稱為德斯迪賽號）以及GUTS-SELECT配屬武器的設計，但辦公室空間非常有限，只提供一張桌子，桌子以外的設備是由其他部門提供的。
堀田政道（ホッタ・マサミチ）
飾演者：田久保宗稔
配音： （台灣）、来晓凤（中国大陆）、 （香港）
《特利卡》番外篇登場角色，技術科特務3課的負責人。50歲，是為個性古板、滑稽、害羞且有些冒失的男子，仍持續使用老舊的筆記型電腦上班，最初對於新人瑪露露為外星人一事相當震驚。
儘管承擔T.P.U新型戰艦的開發工作，但有時也會藉由經費做出不太好的事情，此外也有肚子不適的症狀，經常吃著胃藥。根據對話顯示，他有一名名叫堀田滿的妻子。
後於《特利卡》第24話以工程師身份客串，並透過瑪露露位置上的電子控製板修復納斯迪賽號的機能和能源。
《德卡》
時年60歲，在特別篇與瑪露露共同登場。依然在特務3課工作
髮色與過去相比明顯蒼白了許多，在與瑪露露重逢後，兩人攜手進行「DG計畫001」的開發計畫。此外從瑪露露口中得知劍悟的真實身份。不過由於感受到秘密的重要性，因此向瑪露露承諾不會傳播此消息。

#### TPU財務部
矢崎照美（ヤザキ・テルミ）
飾演者：山崎紫生
《特利卡》番外篇登場角色，TPU財務部成員皆特務3課的報銷經理。對待瑪露露相當親切，流露出少女般的一面，但對於堀田則表態冷酷的態度。
儘管是被稱為「頭腦冷靜」的角色，但實際上只有在堀田做出某種違紀行為時才會表現如此的情緒，經常會出席特務3課的會議，提供自身的提案供給瑪露露和堀田參考。在系列中，她與瓦爾德星人扎加建立了關係後轉向好感，並開始頻繁約會，在瑪露露的送別派對時，她宣布了將要和扎加結婚的消息。
《德卡》
在特別篇出現在堀田的回憶，根據堀田所言，他依然在財務部工作。後於特別篇3中正式登場，以過去相比，她的冷酷個性似乎得到近一步的提升。

### 其他成員
堀田滿（ホッタ・ミチル）
飾演者：牧田未央
《特利卡》番外篇登場角色，堀田政道的妻子。過去為TPU所屬的王牌飛行員，因此與辰巳誠也等人結識。
儘管已經退役，但經常受TPU之邀擔任臨時培訓講師，根據對話顯示，她同時也是七瀨日葵的培訓導師，也是將其推薦給辰巳的推薦人。
《德卡》
在特別篇被堀田提及，根據堀田所言，她目前熱衷於草裙舞。
馬格馬星人（マグマ星人）
《特利卡》番外篇登場角色，TPU新入職員工，原先應聘的是廣告宣傳部特務3課，因為走錯門來到了技術部特務3課，最後跟隨光美經理去了廣告宣傳部。該角色由外島孝一配音。
佩丹星人 （ペダン星人）
《特利卡》番外篇登場角色，在TPU的自助餐廳兼職工作的外星人。為了學習地球文學而前來留學，性格有點冒失，會搞錯客人下的訂單。該角色由村上洋配音。
吉吉（ギギ）
《特利卡》番外篇登場角色，在TPU搜查部科學班工作的宇宙人，該角色由村上洋配音。
蟬人（セミ人間）
《特利卡》番外篇登場角色，在TPU維護部工作的外星人。
匹特子 （ピット星人）
《特利卡》番外篇登場角色，在TPU財務部工作的宇宙人，光美的同事，專門負責技術部特務2課的費用報銷審批，經常為特務2課在經費管理上的疏漏而感到頭疼。該角色由大谷美紀配音。
傑頓星人（ゼットン星人）
《特利卡》番外篇登場角色，：在TPU保安部工作的外星人。他將傑頓的數據交給了 TPU，這些數據保存在怪獸鑰匙中。該角色由岸哲生配音。

### TPU訓練校
野島清貴（ノジマ・キヨタカ）
飾演者：西内薫
《Decker》第1、2話登場，TPU怪獸對策課的新人隊員，奏大等人的同級生。在索菲亞襲擊事件時曾協助疏散市民。
在怪獸對策課的訓練成績，排名為第2名，被指定為新生GUTS-SELECT的候補生。第12話中曾參與對抗索菲亞奈奧美加斯的戰役。
《德卡最終章》
一年後，他成為新生GUTS-SELECT的新成員。
磯崎孝則（イソザキ・タカノリ）
飾演者：樹隆
《Decker》第1、2話登場，TPU怪獸對策課的新人隊員，奏大等人的同級生。在索菲亞襲擊事件時曾協助疏散市民。
在怪獸對策課的訓練成績，排名為第6名。
《德卡最終章》
一年後，他成為新生GUTS-SELECT的新成員。
佐藤傑（サトウ・スグル）
飾演者：永吉幸一郎
《Decker》第1、2話登場，TPU怪獸對策課的新人隊員，奏大等人的同級生。在索菲亞襲擊事件時曾協助疏散市民。
在怪獸對策課的訓練成績，排名為第4名。第12話中曾參與對抗索菲亞奈奧美加斯的戰役。
《德卡最終章》
一年後，他成為新生GUTS-SELECT的新成員。
其他隊員
- 山下友信（ヤマシタ・トモノブ，候補生）
- 境直之（サカイ ナオユキ，候補生）
- 木村凛（キムラ・リン）
- 柴原明彦（シバハラ・アキヒコ）
- 岡村祐介（オカムラ・ユウスケ）
- 不動正吉（フドウ・マサヨシ）

### TPU怪獸研究所
重永真希（シゲナガ マキ）
飾演者：野村真美
配音：李昀晴（台灣）、李金艳（中国大陆）、（香港）
《德卡》第10話登場，怪獸研究所的前任室長，56歲。他是海岬副隊長過去的恩師。 12月20日出生，O型血。員工編號為TM0038217。在美國城南大學理學院和哈倫斯坦大學完成博士課程後，她成為TPU科技大學生物學院的教授。根據昴星的說法，她是研究怪獸的頂尖專家。
在10年前，與仍是學生的海岬意外發現了新創獸奈奧扎爾斯，根據海岬的說法，重永最初想要解開怪獸生命力的秘密，然而當對於怪獸的力量產生了畏懼的他為了預防怪獸復活，認為「人與怪獸共存」的方式，即是人類必須掌握怪獸生命的秘密並將其控制，讓怪獸得到可控制而聽命於人類。不是消滅就是控制的二極論，並開始通過克隆技術融合進了多種怪獸的遺傳因子，並試圖做出能聽從人類命令的怪獸。引用在奈奧扎爾斯上，使用腦波裝置試圖做出能聽從人類命令的「怪獸兵器」。然而該實驗被理念不合的海岬發現而上報高層，在5年前退出了TPU。
在索菲亞襲擊事件後，他在黑市及贊助商的協助下成功製作出了奈奧扎爾斯，並在都市進行巨大的破壞，在最後被TPU逮捕時，也秉持著「理想認為人與怪獸將會共存，是永遠不會發生的」的觀點。

### TPU情報調查局
奈傑爾（ナイゲル）
聲演：甲斐田裕子
配音：李昀晴（台湾）、刘芋含（中国大陆）、（香港）
《德卡》第17話登場，梅特龍星人，TPU情報調查局局長，因TPU高層懷疑昴星隊長和朝影的關係而親自進行調查。 其性別被認為是非二元性別。
其性格較為嚴肅、強硬，由於認為昴星隊長實為朝影的內應，因此在評估後將其戰時剝奪了隊長的指揮權，在哥美斯襲擊古見城，也因相信TPU本身的防禦實力而暫停GUTS-SELECT的行動。似乎與同族一樣有著喜愛古典樂的一面。由於與瑪露露長相相似，曾經被奏大誤認為前者。
後在得知昴星隊長與龍門的真相後，同意了GUTS-SELECT到場阻止哥美斯的請求，最後和GUTS-SELECT一行人告別後離開了納斯迪賽號。

## 超人力霸王們的人間體
伊格尼斯 （イグニス）
飾演者：細貝圭
配音：孟慶府（台灣）、路扬（中国大陆）、方榮基（香港）
利修里亞星出身的寶藏獵人，334歲（換算成地球年龄為34歲）。於《特利卡》第2話結尾登場，第3話正式登場。乍看外表和人類並無區別，但一旦情緒高漲就會露出利修里亞星人的本性。以獲得「極品」寶藏為目的，作為銀河系旅行的探險者現身於地球，以尤奈為目標出現在GUTS-SELECT等人面前。似乎認識希特拉姆並與其對立，在目睹劍悟變身成特利卡後，向劍悟表示其擁有的力量相當「極品」。
第6話中，揭露其母星在100年前被希特拉姆毀滅，故成為利修里亞人唯一的倖存者，因而憎恨希特拉姆，希望能獲得報復對方的強大力量，後在第12話吸取黑暗特利卡殘留的力量，並在第15话时從利布特學到运用光的力量变成巨人的方法，最終偷走GUTS神光海帕槍的測試品，並改裝成黑影海帕槍後，成功变身為「黑暗特利卡」的人間體。
後因無法控制黑暗特利卡的力量在都市作亂被劍悟打敗，被GUTS-SELECT逮捕以後，在第21話中再度獲得黑影海帕槍與特利卡並肩作戰，被劍悟認可為「第二位特利卡」。然而隨後綁架尤奈，並將其帶到永恆之核遺跡，希望能與永恆之核取得聯繫，達成復活利修里亞星的心願。然而在希特拉姆及劍悟等人的影響下，最終徹底放棄永恆之核，決意以新英雄的身份與眾人共同戰鬥。在所有的戰鬥結束後，他再次作為尋寶者離開地球，尋找復興利修里亞星的方法。
《Episode Z》
本傳結局兩年後再度訪問地球，336歲，感應情況不對的他再次變身為黑暗特利卡支援作戰。
《超人新世代之星》
 夏川遥輝 （ナツカワ・ハルキ）
飾演者：平野宏周
配音：張立昂（台灣）、马正阳（中国大陆）、周倚天（香港）
有關詳細信息，請參閱超人力霸王Z#軍械庫（STORAGE）。
青年利布特（青年リブット）
飾演者：土屋神葉
配音：齐斯伽（中国大陆）、黃啟明（香港）、驹田航（日本，动画版）
《特利卡》第14、15話登場，來自M78星雲光之國，銀河救援隊的成員超人力霸王利布特的人間體，外觀為穿著光之國夾克和馬來西亞傳統服裝的清秀男子。
在《奥特银河格斗》中，因战争制造的黑洞把利布特与阿布索留特人一族穿梭到特利卡所在的世界，因而化身人間體的型態，對劍悟和尤奈進行格鬥和舞蹈方面的特殊訓練，由於變成人間體後若無能釋放光之力的道具，便無法回到原本的姿態。因而從尤奈借來神光海帕槍，透過自己的力量轉化成閃光棒及超級鑰匙變身。最後與特利卡一同打敗迪亞布羅。並告訴劍悟「他擁有拯救世界的力量後。」向其告別而離開地球，並留下擁有自己力量的超級鑰匙。
德卡・明日見（デッカー・アスミ）
飾演者：谷口賢志
配音：宋克軍（台灣）、 青琳昊（中国大陆）、陳冠宏（香港）
《德卡》第14、15話登場，是來自數百年後的未來，與索菲亞戰鬥的超人力霸王德卡人間體。也是奏大未來的後裔。奏大從頭到尾都稱他為「大叔」。
他的外表以金色長髮、鬍鬚未刮、棕色夾克的中年男子為特徵。最初經常表現出幾分冷漠、愛開玩笑及酷炫的個性，但是當他和阿加姆斯的交流時，卻露出了幾分悲傷的表情。
在未來的世界，由於索菲亞向全宇宙的生命發動了攻擊，因此德卡與尤紗蕾和超人力霸王帝納聯手對抗它們。然而，由於對地球的怨恨，他的熟人阿加姆斯利用時間傳送系統使他與索菲亞及時回到了過去，試圖摧毀過去的地球以達到「復仇」。
為了阻止阿加姆斯的復仇，他使用不完美的時空系統，冒著穿越時空的危險來到當代。最初奏大的超級D閃光劍及力量也是由他給予奏大的。由於時空儀器尚不完善，他無法在這個時代停留太久，體力極度疲憊。然而，其變身的德卡則表現出比奏大相當有剛力的戰鬥風格。
在最後，他給予了不認輸的拼死覺悟奏大力量，使德卡獲得了「強勁型」，最後他向奏大短暫交流，並託付「請救救阿加姆斯」後，回到了未來。
他最喜歡的食物是火星上出售的宇宙仙貝，他對仙貝的喜愛也是從祖先那裡繼承下來的。
帝納斯（ディナス）
飾演者：中村加彌乃
配音：汪世瑋（台灣）、 谢佚辉（中国大陆）、（香港）
《德卡最終章》登場，超人力霸王帝納斯的人間體，拉維安星人。
該女子不知為會持有與奏大同樣的變身道具「Ultra D Flasher」，能夠能夠使用帝納斯卡變身。由於拉維安星人本來不適合戰鬥，當她變身成超人力霸王之後，踢腳及拳擊的格鬥系技能也不是特別強，為了作彌補，她擅長使用怪獸卡使出各種技能，施展出與其能力相同的攻擊能力。
關於其獲得超人力霸王力量的則由，則是在於其故鄉過去被宇宙人襲擊之時。瀕危之際，帝納用自身的光救了生命垂危的帝納斯，帝納斯也通過了帝納之光，意外獲得了變身成超人力霸王的力量，此後便長期在宇宙間追擊敵人，也因而造就了其堅定戰鬥的決心。為了阻止吉貝爾斯的陰謀，他因而來到地球與奏大一行人結識。當奏大為了保護他而犧牲後，帝納斯無法接受這個事實，並認為自己變成超人力霸王的理由是為了守護生命，想使用自己的力量讓奏大復活，最終，他將自己的超人力霸王力量給予了奏大，使奏大奇蹟般的復活。
事後，她成為新生GUTS-SELECT的新成員，與奏大，唯千夏和羽次郎們一同朝向宇宙探索。

## 其他登場角色

### 超古代文明相關者
尤紗蕾 （ユザレ）
飾演者：豐田留妃
配音：傅其慧→李昀晴（台灣）、叶知秋（中国大陆）、顧詠雪（香港）
三千萬年前地球星警備團成員，對抗闇之巨人的超古代人巫女。外貌與尤奈相似，其後代為尤奈母親的家族。
在第1話以幻影形式出現在劍悟面前，並向他發送一條超越時空的訊息。此外她也能展現建造防禦牆等特殊的力量保護劍悟及結名。第3話曾以閃現形式向劍悟表示要阻止闇之巨人爭奪永恆之核，證實以思念體形式附身在尤奈體內。
在第11話中，在三千萬年前超古代文明生活時意外拯救穿越時空的劍悟，將劍悟視為「拉萊耶」，並懇求劍悟阻止企圖奪走永恆之核的闇之一族，賦予給他古代閃光棒，最後為了協助劍悟而犧牲自己，將永恆之核的能量傳遞給劍悟。
《德卡》
10年後出現了劍悟並不認識的「另一個」尤紗蕾，並給予劍悟次元卡和超級雙重劍。後在第8話曾短暫附身至尤奈身上，協助特利卡等人救出卡露蜜拉。第15話得知「另一個」尤紗蕾其實是來自數百年後的未來，與德卡明日見以及帝納等人一同對抗索菲亞。
卡露蜜拉 （カルミラ）
飾演者：上坂堇
配音：魏晶琦（台灣）、黎筱濛（中國大陸）、何凱怡（香港）
《特利卡》第15話登場，本作登場的敵役角色，活躍三千萬年前超古代文明的闇之巨人「妖麗戰士卡爾蜜拉」的人間體型態。
外貌如同其本體般性格殘忍，為身著黑衣的黑髮豔麗女子模樣，同時此型態也能使用「卡爾蜜拉之鞭」來擊退周圍的敵人。
有關詳細信息，請參閱超人力霸王Trigger#妖麗戰士卡露蜜拉。
《德卡》
10年後被索菲亞寄生其殘餘力量而復活，在被劍悟救出後，並得知對方本來就無否定黑暗的價值後化敵為友，協助特利卡及德卡對抗索菲亞梅加隆佐亞，在結局攜帶著達貢和希特拉姆的力量，與特利卡離開了地球。
萊拉伊布拉（ライラーイブラ）
飾演者：安藤彰則　
配音： （台灣）、周健（中國大陸）、（香港）
《特利卡》劇場版登場，為超古代人的後裔，崇拜超古代文明的組織「萊勒（ライラー）」的成員，希望利用永恆之核的力量，將世界變成屬於他們的烏托邦。
在劇場版中，與時岡龍一和超人力霸王Z世界觀逃離的賽雷普洛合作，並被賽雷普洛寄生了兩次以阻止劍悟等人，最後與賽雷普洛變成了德斯托多斯。當德斯托多斯被擊敗後，他與賽雷普洛也解除合體且摔倒在地，在那之後，他似乎和其他倖存的成員被TPU逮捕。

### 未來
蕾莉亞（レリア）
飾演者：藤山由依
配音：魏晶琦（台灣）、巩大方（中国大陆）、（香港）
《德卡》後期登場。巴孜特星人，她是阿加姆斯的妻子。最初是由德卡・明日見所提及。
當人類與巴孜特星進行交流時，感受到人類友好的她也開始學習地球的語言，並期待總有一天能夠前往地球的心願，然而隨著索菲亞襲擊巴孜特星的事件時，她與愛犬法羅斯在阿加姆斯的目睹下於該場襲擊死去，也因她的逝世，導致阿加姆斯對於德卡、人類懷恨在心，並不允許德卡直呼蕾莉亞的名字。
當阿加姆斯的意識隨著索菲亞的影響而消逝期間，他也是透過依賴蕾莉亞過去所學習的語句以維持意識，其記憶也在愧疚的阿加姆斯面前逐漸浮現。
在索菲亞的事件解決後，他與阿加姆斯的靈魂一同現身於奏大面前，向對方表示敬意後，隨即消失。

### GUTS-SELECT的關聯者

#### 靜間家
靜間百合香（シズマ・ユリカ）
飾演者：逢澤莉娜
配音：魏晶琦（台灣）、沈念如（中國大陸）、石梓晴（香港）
《特利卡》第9話登場，靜間光國的已故妻子，也是尤奈的母親，在尤奈出生不久便去世。
根據光國所提及，她實為尤紗蕾的後裔之一，在她去世後，光國仍然對她懷有深厚的感情和尊重。在設定集中，他過去為靜間財團火星開拓局的遺跡調查員。

#### 明日見家
明日見大志郎（アスミ・タイシロウ）
飾演者：鈴木一功
配音：宋克軍（台灣）、李铫（中國大陸）、（香港）
《德卡》第1、25話登場，明日見屋的老闆，奏大的祖父。
在索菲亞襲擊事件後，支持奏大報名參與TPU訓練校的決定。在最終話時，曾因隨著索菲亞事件的影響而躲在避難所，隨著索菲亞事件的結束，他也與自己的兒子和媳婦恢復聯絡。
明日見志郎（アスミ・シロウ）
飾演者：小沼朝生
配音：宋克軍（台灣）、王语（中國大陸）、（香港）
《德卡》第2、19話登場，奏大的父親。
與妻子在商店街抽中了火星旅遊券，因此前往火星旅行，在索菲亞襲擊事件後生死不明。
第19話中，在劍吾的協助下，透過預留訊息向奏大轉告平安無事的消息，在得知兒子加入了GUTS-SELECT後，則表示無限支持著兒子的決定。在最終話中隨著索菲亞事件的結束，他與妻子得以回歸地球。
明日見時子（アスミ・トキコ）
飾演者：夏目實幸
配音：魏晶琦（台灣）、兰酒（中國大陸）、（香港）
《德卡》第2、19話登場，奏大的母親。
與丈夫在商店街抽中了火星旅遊券，因此前往火星旅行，在索菲亞襲擊事件後生死不明。
第19話中，在劍吾的協助下，透過預留訊息向奏大轉告平安無事的消息，在得知兒子加入了GUTS-SELECT後，則表示無限支持著兒子的決定。在最終話中隨著索菲亞事件的結束，她與丈夫得以回歸地球。

### 平民
濱野哲史
飾演者：堀内正美
配音：宋克軍（台灣）
《德卡》第4話登場。位於栃木縣的知名溫泉區「湯之花町（ユノハナ町）」的町長。
由於湯之花町的溫泉疑似受到索菲亞的影響，溫泉的地下水脈發生了巨大變化導致水源面臨衰竭的危機。為了調查當地異常現象的主因，與工人挖掘地下時意外發現麥拉尼行星的膠囊。
最終在德卡與羽次郎為了激活GUTS獅鷲而成功刺激地下水脈，打敗莫斯拉甲後，對於再度噴出的間歇泉表露出感動的情緒，和鎮民們提議將自己拍攝的德卡照片作為觀光的新主打宣傳。
國重光司
飾演者：斎門政之
《德卡》第4話登場。位於栃木縣的知名溫泉區「湯之花町（ユノハナ町）」的副町長，為了調查當地異常現象的主因，與工人挖掘地下時意外發現麥拉尼行星的膠囊。
浦澤凪（浦澤ナギ）
飾演者：竜典子、野田明里（少女時期）
配音：魏晶琦（台灣）、李昀晴（少女時期/台灣）
《德卡》第20話登場。海童村民族資料館的管理員，文化研究者。
向前來調查拉貢一事的海岬與唯千夏解釋漁村過去因接觸海洋，因而與大洋洲文化有所交集的沿革，以及在鄰近的受賣山擁有可溯至新石器時代「海女之岩戶」遺跡的資訊。
而後在被唯千夏抓住不明怪物後，被發現實際上怪物是由浦澤扮裝而成，浦澤也因而將過去（70年前）曾經與幼體拉貢結為朋友，然而被當時的「羅權眾」認定她被羅權大人憑依，於是舉辦儀式「羅權舞」令拉貢回到另一端世界的遭遇，並向唯千夏表示嚇糊村民一事僅是為想阻止海女之岩戶被拆除，同時也想要再見到羅權大人一面。
在拉貢破壞城市時，她前往海女岩戶跳起羅權舞，並向前往阻止的唯千夏表示因所珍視之物都已經不在人世，因此也想要與拉貢一同逃離這個世界，後在被唯千夏阻止之下，兩人在異界被德卡救出，最終她與唯千夏成為了好友，並將過去從拉貢獲得的櫻貝送給了唯千夏。
堀內
飾演者：高橋麻琴
《德卡》第20話登場。海童村開發計畫的相關工程人員，由於海童村頻繁出現人民被不明怪物襲擊的事件而委託GUTS-SELECT調查，後遭到拉貢的襲擊。
檜山雄二（ヒヤマ ユウジ）
飾演者：阿部翔平
《德卡》第21話登場，民間企業「賽特庫實驗室控股集團」的董事長。
他具有較為傲慢的性格，與公司使用發現的索菲亞的屍體，藉由在「等離子增殖反應爐」提取並繁殖「S等離子」，意圖從離子該獲得更強大的科技力量。對於前來調查的GUTS SELECT，則是認為索非亞封閉地球後，地球的科技已經停滯了許久，因此設法利用索非亞與其共生，同時也認為人類能夠使用科學的力量挑戰自然的威猛，並將其作為自己的力量加以吸收和發展。
當索菲亞與殖反應爐融合，造成了索菲亞合成獸的誕生，他依舊對於自身造就的結局推卸責任，並要求GUTS SELECT處理問題。

### 怪獸、宇宙人
基里艾洛人（キリエル人）
飾演者：高橋麻琴
配音：（台灣）、周健（中國大陸）、（香港）
《特利卡》第18話登場，精神生命體「基里艾洛德」的人類型態，同時也是發射刺激理想和「莫菲斯-D」電波，使眾人陷入幻覺，以後再召喚哥爾巴II將其一一摧毀，導致TPU全體無法正常作戰的幕後黑手。此後則盯上了未受到幻覺影響，仍保持著理性的尤奈。
認定尤奈擁有著擔任「救世主」的資格，能夠得到左右宇宙命運的強大能量，其後在目睹尤奈使用尤紗蕾的力量後則認為它不適任，並變身成「基里艾洛德」開始破壞一切，最終則被特利卡與被召喚出來的迪卡擊敗。
德邦
配音：松田利冴（聲演）
（台灣）、姜英俊（中國大陸）、 (香港)
《特利卡》特別篇及《編年史D》登場，生性善良的小丑怪獸，本作中是《德邦頻道》的主持人，並介紹包括特利卡在內的新生代英雄和歷代的防衛隊組織。
在《編年史D》的時間序列中，由於周遭的怪獸災害減少，使得他成功租下了一棟舊式住宅在地球生活。由於沒有放棄加入GUTS-SELECT的夢想，所以在辰巳隊長招募成員之前與瑪露露成為室友。對於超人力霸王有著強烈的欽佩之情。
本作登場的德邦，實際為出自過去《迪卡》第21話拍攝時所保存的戲服經修復後再次使用。
瓦爾德星人扎加（ワイルド星人ザガー）
配音：外島孝一
（台灣）、姜英俊（中國大陸）、（香港）
《特利卡》特別篇登場，瓦伊路德星人。
因聽説地球的風景而乘坐宇宙龍納斯到達地球旅遊。因為宇宙龍納斯的墜毀被迫滯留地球，後在TPU附近的一處施工中的大樓裏搭帳篷獨自生活。
後得知TPU技術部特務三課正因為了開發新型戰艦的相關事宜進行幫忙，最終作為交換條件，瓦伊路德星人則TPU提供宇宙龍納斯的模型，成了後來納斯迪賽號的原型。
優子（ユウコ）
飾演者：中村守里
配音：（台灣）、刘晴（中国大陆）、（香港）
《德卡》第5話登場，與唯千夏意外相遇的神秘少女。實質身份為來自匹特星的匹特星人，也是該話登場的艾雷王「艾莉」的主人。
在本傳一年前，與艾莉在宇宙旅行時因飛船故障而迫降至地球，原本等待著同伴援救的她，卻因索菲亞襲擊事件而被迫留在地球，為了生存而擬化成人類的樣貌打工。藉由地球人的電池及相關電子設備餵養艾莉，卻導致艾莉吃電過量而體型增大，成為「湖中的貪吃鬼」。
在因怪獸災害而進行市民疏散時偶然被唯千夏所救，當向告知對方希望能令艾莉免於貪吃的方法後，兩人也從隔閡逐漸成為摯友。最後在德卡奇蹟型的協助下使艾莉恢復成原來的樣貌，經常與時來造訪的唯千夏一同照顧艾莉。
：在《GUTS-SELECT交流記》中，在昴星隊長的介紹下目前於TPU擔任送貨員的工作。
格雷斯（グレース）
飾演者：中村浩二
配音：（台灣）、苗壮（中国大陆）、（香港）
《德卡》第9話登場，來自武仙座M16行星，有著「宇宙最強格鬥冠軍」稱號的古雷格爾人，並不像同族帶有幾分危險和不安的威脅，他具有溫和的性格，是一個關照女兒的普通父親。
在本傳一年前，為了想要與「超古代的光之巨人」打鬥而與彌香來到地球，然而隨著得知地球進入和平時代及索菲亞襲擊事件的因素，被迫留在地球，平時為了適應人類的工作而四處打工，儘管如此，他不喜歡展現出懦弱的一面，也不喜歡給別人添麻煩，當紅王橫衝直撞想破壞城鎮時，他為了守護城鎮加上挑戰自己的正義感而變回了原來的型態，成功趕走了紅王。
由於過去長年累月的戰鬥讓他累積了大量的舊傷，經常無法展現出全盛時期的實力，但依然有著依然希望讓女兒引以為傲的念頭。認定活不長久的他最後拜託GUTS-SELECT擔任自己生命中最後的對手，然而在約定的戰鬥時受到索菲亞紅王的打亂時，最終與德卡合作成功消滅了索菲亞紅王，然而因而重傷的他最終被送進了昴星安排的TPU醫療機構治療。
彌香（ミカ）
飾演者：榎本遙菜
配音：（台灣）、戈昕宇（中国大陆）、（香港）
《德卡》第9話登場，來自武仙座M16行星的古雷格爾人，格雷斯的獨生女，是為性格開朗的少女。
在本傳一年前，為了實現父親打敗「超古代的光之巨人」的願望來到地球，然而隨著得知地球進入和平時代及索菲亞襲擊事件的因素而被迫留在地球。
她為自己的父親是宇宙中最偉大的格鬥家而感到自豪，並正在努力實現父親與超人力霸王比賽的願望。正因如此，他拍攝了奏大變身的照片證據，並把奏大帶到他父親那裡，但是當他們居住的城鎮被紅王襲擊時，也有著要求父親與紅王戰鬥並保護城鎮的表現。
阿加姆斯（アガムス）
飾演者：小柳友

### 其他宇宙
中島洋子  （ナカシマ・ヨウコ）
飾演者：松田里茉（聲演）
配音：汪世玮（台灣）、常蓉珊（中国大陆）、何芷心（香港）
《特利卡》第7話客串登場，有關詳細信息，請參閱超人力霸王Z#軍械庫（STORAGE）。